# Cheiloneurus reate
Cheiloneurus reate är en stekelart som först beskrevs av Walker 1847.  Cheiloneurus reate ingår i släktet Cheiloneurus och familjen sköldlussteklar. Inga underarter finns listade i Catalogue of Life.